# Tubac
Tubac es un lugar designado por el censo ubicado en el condado de Santa Cruz en el estado estadounidense de Arizona. En el Censo de 2010 tenía una población de 1191 habitantes y una densidad poblacional de 42,58 personas por km².

## Historia
Tubac se fundó en 1752 como el Presidio de San Ignacio de Tubac español, la primera guarnición imperial española en lo que hoy es Arizona. Tubac era una de las paradas (posta) del Camino Real que iba de México a los asentamientos españoles en California.
El más famoso vecino residente en Tubac fue Juan Bautista de Anza. Cuando estuvo destacado en Tubac (1760-1776), Anza construyó la capilla de Santa Gertrudis, cuyos cimientos descansan bajo la actual iglesia de Santa Ana (St. Ann's Church).
Los apaches atacaron el pueblo repetidamente en los 1840s, forzando a los mexicanos de Sonora a abandonar Tumacácori y Tubac en 1848.
Fue vendida a los EE. UU. en 1854.
Tubac, unida al Territorio Confederado de Arizona. Fue el escenario de un asedio de cuatro días en agosto de 1861, entre, la milicia confederada y guerreros apaches, que terminó con la retirada de los confederados y el saqueo e incendio de la villa.
Entre los 1930s y los 1960s Tubac llegó a ser una colonia artística. El pintor Dale Nichols abrió una escuela de arte en el pequeño pueblo deserteño en 1948 y restauró algunos de los edificios históricos de Tubac. Entre los estudiantes estaban el acuarelista Al Romo y el escultor Bob Brisley. En 1961, se formó la "Santa Cruz Valley Art Association" con 80 miembros y el grupo fundó el "Tubac Festival of the Arts" en 1964.
Otros artistas destacados del pueblo eran Sophie y Harwood Steiger, Hal Empie y Hugh Cabot.

## Amenidades
Los restos del viejo presidio español se conservan en el Parque Histórico Estatal del Presidio de Tubac (Tubac Presidio State Historic Park). El parque dispone también de un museo regional, una exposición arqueológica subterránea y otras construcciones históricas. El moderno Tubac alberga más de 100 galerías de arte, tiendas de decoración de hogar, tiendas de regalos, joyeros, alfareros y artistas de toda clase. Hay una escuela de arte muy activa, muchos restaurantes gourmet y un complejo de golf imbricado a lo largo de un ameno valle verde con una de las más viejas arboledas de álamos de Fremont del estado.

## Geografía
Tubac se encuentra ubicado en las coordenadas 31°36′39″N 111°3′25″O / 31.61083, -111.05694. Según la Oficina del Censo de los Estados Unidos, Tubac tiene una superficie total de 27.97 km², de la cual 27.96 km² corresponden a tierra firme y 0.01 km² (0.03 %) es agua.

## Demografía
Según el censo de 2010, había 1191 personas residiendo en Tubac. La densidad de población era de 42,58 hab./km². De los 1191 habitantes, Tubac estaba compuesto por el 90.85 % blancos, el 0.42 % eran afroamericanos, el 0.59 % eran amerindios, el 0.59 % eran asiáticos, el 0 % eran isleños del Pacífico, el 6.47 % eran de otras razas y el 1.09 % pertenecían a dos o más razas. Del total de la población el 20.65 % eran hispanos o latinos de cualquier raza.